# Borek (Kowalówka)
Borek – część wsi Kowalówka w Polsce, położona w województwie podkarpackim, w powiecie lubaczowskim, w gminie Cieszanów.
W latach 1975–1998 Borek położony był w województwie przemyskim.